# Tamba nigrilineata
Tamba nigrilineata là một loài bướm đêm trong họ Noctuidae.